# Jacob-Ferdinand Mellaerts
Jacob-Ferdinand Mellaerts (Binkom, 18 november 1845 - aldaar, 30 januari 1925) was een rooms-katholiek priester en medestichter van de Belgische Boerenbond.

## Coöperatieve samenwerking
Hij werd priester gewijd te Mechelen in 1870 en was achtereenvolgens onderpastoor of pastoor te Sint-Pieters-Woluwe, Keerbergen en Heist-Goor. In de laatste parochie was hij er in 1887 geslaagd de landbouwers te organiseren en een boerengilde te stichten. In 1890 richtte hij samen met Joris Helleputte en Frans Schollaert de Belgische Boerenbond op, het overkoepelende orgaan van de plaatselijke afdelingen. Die had de algemene vorming van de boer tot bedrijfsleider - in een christelijke sfeer - tot doel.
Daarvoor ging Mellaerts op studiereis naar Duitsland waar het coöperatieve Raiffeisenstelsel model stond. Zo werd te Rillaar in 1892 de eerste Spaar- en Leengilde gerealiseerd. Wat navolging kreeg op andere plaatsen en leidde tot de oprichting in 1895 van de Middenkredietkas van de Belgische Boerenbond. Mellaerts werd er de afgevaardigde bestuurder en vanaf 1890 de algemeen secretaris en proost van de Belgische Boerenbond.
In 1902 werd Mellaerts opgevolgd door Eduard Luytgaerens.